# Margarida Corceiro
Margarida Corceiro (Santarém, 26 de Outubro de 2002) é uma atriz e modelo portuguesa.

## Biografia e carreira
Margarida Corceiro, nasceu em Santarém, no dia 26 de outubro de 2002. É filha de Rita Ferreira e Paulo Corceiro, ambos médicos. 
Natural de Santarém, onde viveu a sua infância e adolescência, tendo lá completado o ensino secundário, Margarida pretendia seguir carreira em representação e na moda, algo que captava a atenção dos seus professores. Quando terminou o ensino obrigatório, mudou-se para Lisboa para realizar o sonho de se tornar atriz. 
É considerada uma das jovens mais influentes de Portugal. Conta com um clipping noticioso diário em Portugal e em Espanha, atinge uma rede superior a 1 milhão e 900 mil seguidores e supera, frequentemente, 20 milhões de impressões, por semana, no Instagram. Em 2023 foi considerada pela Forbes Portugal como a figura pública, residente no país, de maior influência nesta mesma rede social. 
Estreou-se como atriz em 2019 na telenovela Prisioneira. Em 2023, estreia-se na apresentação através do concurso Cabelo Pantene - A Competição. No mesmo ano, foi escolhida como antagonista da 10.ª temporada dos Morangos com Açúcar.
Em 2024, inicia a sua carreira internacional, ao entrar no elenco da série espanhola Citas Barcelona, da Amazon Prime Video.  Depois de surgirem rumores de que Margarida estaria na 7.ª temporada da série espanhola Élite (algo que acabou por não se confirmar), em 2024 integra o elenco da série de sucesso Ponto Nemo, para a mesma plataforma de streaming, onde se junta ao elenco a também atriz portuguesa Sara Matos.  No mesmo ano, a TVI anunciou que Corceiro será a protagonista da próxima telenovela do canal Huila, ao lado de João Jesus e Kelly Bailey. 

### Vida pessoal
De 2019 a 2023, entre indas e vindas, Corceiro manteve uma relação com o jogador de futebol português João Félix.
Desde 2023, há rumores de que a modelo está numa relação com o automobilista britânico Lando Norris.

## Filmografia

### Televisão
| Ano         | Projeto                            | Papel                             | Notas            | Canal |
| ----------- | ---------------------------------- | --------------------------------- | ---------------- | ----- |
| 2019 - 2020 | Prisioneira                        | Carolina Atalaia                  | Elenco Principal | TVI   |
| 2020        | Dança com as Estrelas (5.ª edição) | Ela Própria                       | Concorrente      | TVI   |
| 2020 - 2021 | Bem Me Quer                        | Constança Cunha Trindade de Sousa | Elenco Principal | TVI   |
| 2022 - 2023 | Quero É Viver                      | Rita Vieira Menezes de Sousa      | Co- Antagonista  | TVI   |
| 2023        | Cabelo Pantene - A Competição      | Ela Própria                       | Apresentadora    | TVI   |
| 2023 - 2024 | Morangos com Açúcar                | Gabriela «Gabi» Caiado            | Antagonista      | TVI   |
| 2024 - 2025 | A Fazenda                          | Eva Borges Lacerda                | Protagonista     | TVI   |
| 2025        | Ponto Nemo                         | Zoe                               | Elenco Principal | RTP1  |

### Streaming
| Ano  | Projeto         | Papel | Notas            | Canal              |
| ---- | --------------- | ----- | ---------------- | ------------------ |
| 2024 | Citas Barcelona | Maru  | Elenco Principal | Amazon Prime Video |
| 2025 | Ponto Nemo      | Zoe   | Elenco Principal | Amazon Prime Video |